# 9165 Raup
9165 Raup eller 1987 SJ3 är en asteroid i huvudbältet som upptäcktes den 27 september 1987 av det amerikanska astronom paret Eugene M. och Carolyn S. Shoemaker vid Palomar-observatoriet. Den är uppkallad efter den amerikanske paleontologen och evolutionsbiologen David M. Raup.
Asteroiden har en diameter på ungefär 5 kilometer och den tillhör asteroidgruppen Hungaria.